# Tomasz Kaluzny
Tomasz Kaluzny (* 1965 in Poznań, Polen) ist ein polnischer Opern-, Operetten- und Liedsänger in der Stimmlage Bariton.

## Leben und künstlerisches Wirken
Tomasz Kaluzny studierte Gesang an der Musikakademie Posen bei Marian Kouba. Seine Ausbildung vervollständigte er an der Hochschule für Musik und Theater München bei  Hanno Blaschke, Peter Kertz und Helmut Deutsch. Ferner belegte er Meisterkurse bei Edith Mathis, Sena Jurinac und Jan-Hendrik Rootering.
Nach seiner Gesangsausbildung folgten Engagements und Gastspiele am Prinzregententheater München, an der Polnischen  Nationalphilharmonie Warschau, am Theater Pforzheim und Theater Regensburg sowie Markgräfliches Opernhaus. Ferner trat der Bariton bei den Hersfelder Festspielen, dem Richard-Strauss Festival in Garmisch-Partenkirchen, in Tokio und Kapstadt auf.
Seit der Spielzeit 2006/2007 ist er festes Ensemblemitglied am Theater Ulm. Dort sang er Ottone (Die Krönung der Poppea), Fürst Ottokar (Der Freischütz), Baron Weps (Der Vogelhändler), Geronio (Il turco in Italia), Marullo (Rigoletto), Richter Turpin (Sweeny Todd), Bonafede (Il mondo della luna), Papageno (Die Zauberflöte) und die Titelrolle in Tschaikowskis Eugen Onegin.
Als Liedsänger unternahm er Konzertreisen in die Schweiz, nach Italien, Österreich, Belgien, Frankreich und in die Niederlande. Beim Festival MúsicaMallorca in Palma gastierte er 2005, 2006 und 2008, zuletzt mit den Berliner Symphonikern und mit Arien von Bellini, Verdi, Rossini sowie Puccini bei Viva L’Opera: Homenaje a Maria Callas.

## Rollenrepertoire (Auswahl)
- Belcore in LELISIR D'AMORE
- Albany in VISION OF LEAR
- Dr. Kolenaty in DIE SACHE MAKROPULOS
- Fritz in DIE TOTE STADT
- Silvio in I PAGLIACCI
- Janusz in HALKA
- Titelrolle in DON GIOVANNI
- Conte d’Almaviva in LE NOZZE DI FIGARO
- Papageno in DIE ZAUBERFLÖTE
- Herr Fluth in DIE LUSTIGEN WEIBER VON WINDSOR
- Bariton in CARMINA BURANA
- Marcello und Schaunard in LA BOHÈME
- Ping in TURANDOT
- Ramiro in DIE SPANISCHE STUNDE
- Dr. Falke in DIE FLEDERMAUS
- Faninal in DER ROSENKAVALIER
- Titelrolle in EUGEN ONEGIN
- Robert in YOLANTA
- Posa in DON CARLO
- Pantalone in DIE LIEBE ZU DEN DREI ORANGEN
- Judge Turpin in SWEENEY TODD
- Marullo in RIGOLETTO
- Ottone in DIE KRÖNUNG DER POPPEA
- Fürst Ottokar in DER FREISCHÜTZ
- Baron Weps in DER VOGELHÄNDLER
- Geronio in DER TÜRKE IN ITALIEN
- Wolfram von Eschenbach in TANNHÄUSER
- Pontius Pilatus in JESUS CHRIST SUPERSTAR
- Landgraf Purzel in DIE KEILEREI AUF DER WARTBURG
- Professor Himmelhuber in SCHWERGEWICHT ODER DIE EHRE DER NATION
- Silvano in UN BALLO IN MASCHERA
- Bonafede in IL MONDO DELLA LUNA
- Jochanaan in SALOME
- Alberich in s DAS RHEINGOLD
- Blaubart in HERZOG BLAUBARTS BURG
- Jupiter in  ORPHEUS IN DER UNTERWELT
- Moralès in  CARMEN
- Dr. Kolenaty in  DIE SACHE MAKROPULOS
- Gianni Schicchi in GIANNI SCHICCHI
- Graf Eberbach in  DER WILDSCHÜTZ oder DIE STIMME DER NATUR
- Der Marquis de la Force in DIALOGUES DES CARMÉLITES
- Dottore Malatesta in DON PASQUALE
- Alberich und Gunther in DER RING AN EINEM ABEND
- Peter, Besenbinder in HÄNSEL UND GRETEL
- Herr von Faninal in DER ROSENKAVALIER
- Orest in IPHIGÉNIE EN TAURIDE
- Graf Danilo Danilowitsch in DIE LUSTIGE WITWE
- Créon in MEDEA

## Diskografie
- Salve Regina (1998, Koch International)
- Richard Strauss: Guntram (Gesamtaufnahme) (Arte Nova, Sony BMG)